# Schizomitrium beccarianum
Schizomitrium beccarianum là một loài Rêu trong họ Hookeriaceae. Loài này được (Hampe) Manuel mô tả khoa học đầu tiên năm 1981.